# Cryphaea ravenelii
Cryphaea ravenelii là một loài rêu trong họ Cryphaeaceae. Loài này được Austin mô tả khoa học đầu tiên năm 1877.